# Naqibullah Shorish
Naqibullah Shorish (* 1954 in Kabul) ist ein afghanischer Politiker. Er ist seit April 2011 Stammesführer der Kharoti (Stand: September 2011).
Shorish war mit seinem Friedensplan, der auch nach ihm benannt ist (Der Shorish Plan) mutmaßlich der Initiator der Friedensverhandlungen um den Konflikt in Afghanistan. Er vermittelte auch die ersten geheimen Gespräche zwischen den Taliban und der NATO im Jahre 2010. Dies gelang ihm aufgrund seiner Position als Stammesführer.
Der "Shorish Plan" gilt als das Hauptentwurf für das spätere "Doha Abkommen", welcher 2018 in Qatar unterzeichnet wurde.
Die familie Shorish ist seit den 1980er-Jahren in der politischen Landschaft Afghanistans bekannt. Sie pflegt zu allen wichtigen Persönlichkeiten des landes über gute beziehungen.

## Leben
Seit 1980 lebte er wegen des Sowjetisch-Afghanischen Kriegs im Exil, erst in Stuttgart und Bonn, danach in Düsseldorf. Seine letzte Anstellung in Deutschland war bei der Bundesagentur für Arbeit, wo er als Sachbearbeiter tätig ist. Seit 2008 befindet er sich offiziell im Urlaub und setzt sich in Afghanistan für die Belange der Kharoti ein.
Shorish war Mitinitiator der Dschirga in Kabul 2010.
Naqibullah Shorish ist als Stammesführer der Kharoti für den Distrikt Khaki Jabbar in der Provinz Kabul verantwortlich.
Am 2. April 2011 wählten ihn 120 Delegierte einer Schura der Kharoti in Kabul zu ihrem offiziellen Vertreter.